# 안드로이드 Go
안드로이드 Go(Android Go)는 안드로이드 스마트폰들 중 저사양, 중급형 사양 기기들을 위한 운영 체제로 출시되었다. 구글 I/O 2017에서 공개되었으며 2017년 12월에 안드로이드 오레오 (Go Editon)버전으로 처음 출시되었다. 기본 탑재 앱들 중 구글 앱들은 기존 앱이름 뒤에 Go가 붙는다. (플레이 스토어 제외) 그리고 안드로이드 12부터는 메모리 2GB이하 저사양 기기는 안드로이드 Go가 강제로 설치되도록 변경된다.

## 기존안드로이드와 다른점
- 8GB ROM 기준으로 안드로이드 누가에 대비하여 OS 등의 용량을 제외하고 이용 가능한 용량이 2배가 될 정도로 경량화되었다.
- 일부 선탑재 어플리케이션이 구글 Go, 유튜브 Go와 같이 Go 버전으로 탑재되어 50% 더 적은 용량을 차지하면서 더 나은 퍼포먼스를 보여준다.
- 데이터 절약 모드와 Peer to Peer 공유 기능의 기본 탑재로 데이터 사용량을 줄여준다.
- 어플리케이션 전환 화면에서 앱이 기존 Android와 달리 겹쳐보이지 않는 등 퍼포먼스를 위해 몇몇 UI 효과가 제거되었다.
- Wear OS by Google과 연동할 수 없다.
- UI 구성이 대다수 면에서 상당히 간략화되었다. 또한 구글에서 공식적으로 지원하거나 개발해서 내놓는 앱들 또한 해당 에디션 버전에 맞춰서 재구성되었다.

## 같이 보기
- 안드로이드 (운영 체제)